# Foster Sylvers
Foster Emerson Sylvers, bedre kendt som Foster Sylvers (født 25. februar 1962) er en musiker fra USA. Foster Sylvers er tidligere medlem af The Sylvers.

## Diskografi
| Year | Album                                           | Chart positions | Chart positions | Record label |
| Year | Album                                           | US              | US R&B          | Record label |
| ---- | ----------------------------------------------- | --------------- | --------------- | ------------ |
| 1973 | Foster Sylvers                                  | 180             | 15              | Pride/MGM    |
| 1974 | Foster Sylvers Featuring Pat & Angie Sylvers    | —               | —               | Pride/MGM    |
| 1978 | Foster Sylvers (1978)                           | —               | —               | Capitol      |
| 1987 | Plain And Simple (som Foster Sylvers & Hy-Tech) | —               | —               | EMI America  |
| 1990 | Prime Time (som Foster Sylvers & Hy-Tech)       | —               | —               | A&M Records  |